# مارگریت ژرارد
مارگریت ژرارد (۲۸ ژانویه ۱۷۶۱ در گراس – ۱۸ مه ۱۸۳۷ در پاریس) نقاش و پرینت میکر فرانسوی موفقی بود که به سبک روکوکو کار می‌کرد. او دختر ماری ژیلت و کلود ژرارد بود. در هشت سالگی خواهرشوهر او ژان اونوره فراگونار شد و در ۱۴ سالگی برای زندگی به همراه او رفت. او همچنین عمه هنرمند Alexandre-Évariste Fragonard بود. ژرارد در اواسط دهه ۱۷۷۰ شاگرد فراگونار شد و زیر نظر او نقاشی، طراحی و چاپ را فرا گرفت. ژرارد و فراگونارد در سال ۱۷۷۸ نه قلم کاری را خلق کردند. مورخان در حال حاضر بر این باورند که ژرارد تنها خالق پنج مورد از این قلم‌زنی‌ها بوده‌است، زیرا بسیاری از آنها نسخه‌ای تکراری دارند که توسط معلم او فراگونارد ساخته شده‌است. بیش از ۳۰۰ نقاشی ژانر چاپ، ۸۰ پرتره و چندین مینیاتور برای ژرارد ثبت شده‌است. یکی از نقاشی‌های او به نام The Clemency of Napoleon توسط ناپلئون در سال ۱۸۰۸ خریداری شد.

## زندگی‌نامه
ژرارد پس از مرگ مادرش در سال ۱۷۷۵ کوچکترین فرزند خانواده از هفت فرزند، به همراه خواهرش و شوهر خواهرش ژان اونوره فراگونار در موزه لوور اقامت گزیدند. او تقریباً سی سال در موزه لوور با آنها زندگی کرد، و به او اجازه داده شد آثار هنری بزرگ گذشته و حال را ببیند و از آنها الهام بگیرد. در سال ۱۷۸۵ او به عنوان یک نقاش با استعداد شهرت پیدا کرد و به اولین زن فرانسوی تبدیل شد که این کار را انجام داده‌است. صحنه‌های ژانر دوران طلایی هلندی که ژرارد از آن‌ها در آثار خود تقلید می‌کرد، مورد توجه ویژه‌ای بود. او از عضویت در Académie Royale de Peinture et de Sculpture به دلیل قوانین این آکادمی که تعداد هنرمندان زن را در هر زمان به چهار نفر محدود می‌کرد کنار گذاشته شد. علی‌رغم این موانع، او به‌طور گسترده به برگزاری نمایشگاه‌های خود ادامه داد، به ویژه پس از انقلاب فرانسه که سالن پاریس به روی زنان باز شد. آثار او بین سال‌های ۱۷۹۹ تا ۱۸۲۴ در سالن پاریس به نمایش گذاشته شد و در سال ۱۷۹۹ برنده کلاس Prix du 5ème و در سال ۱۸۰۱ جایزه تشویقی و در سال ۱۸۰۴ مدال طلا شد.
ارتباط او با حلقه فراگونار به وی اجازه داد تا مجرد بماند بدون اینکه بار مالی برای خود و والدینش ایجاد کند که به او اجازه داد تا زندگی خود را وقف هنرمندش کند، حرفه ای که او با موفقیت تجاری قابل توجهی برای بیش از پنجاه سال ادامه داد. گمانه زنی‌ها مبنی بر اینکه ژرارد و فراگونار عاشق بودند کاملاً رد شده‌است و ژرارد از وی به عنوان شخصیت پدر یاد می‌کند. پس از مرگ فراگونارد، او به مدت ۱۷ سال با خواهرش زندگی کرد.

## آثار هنری

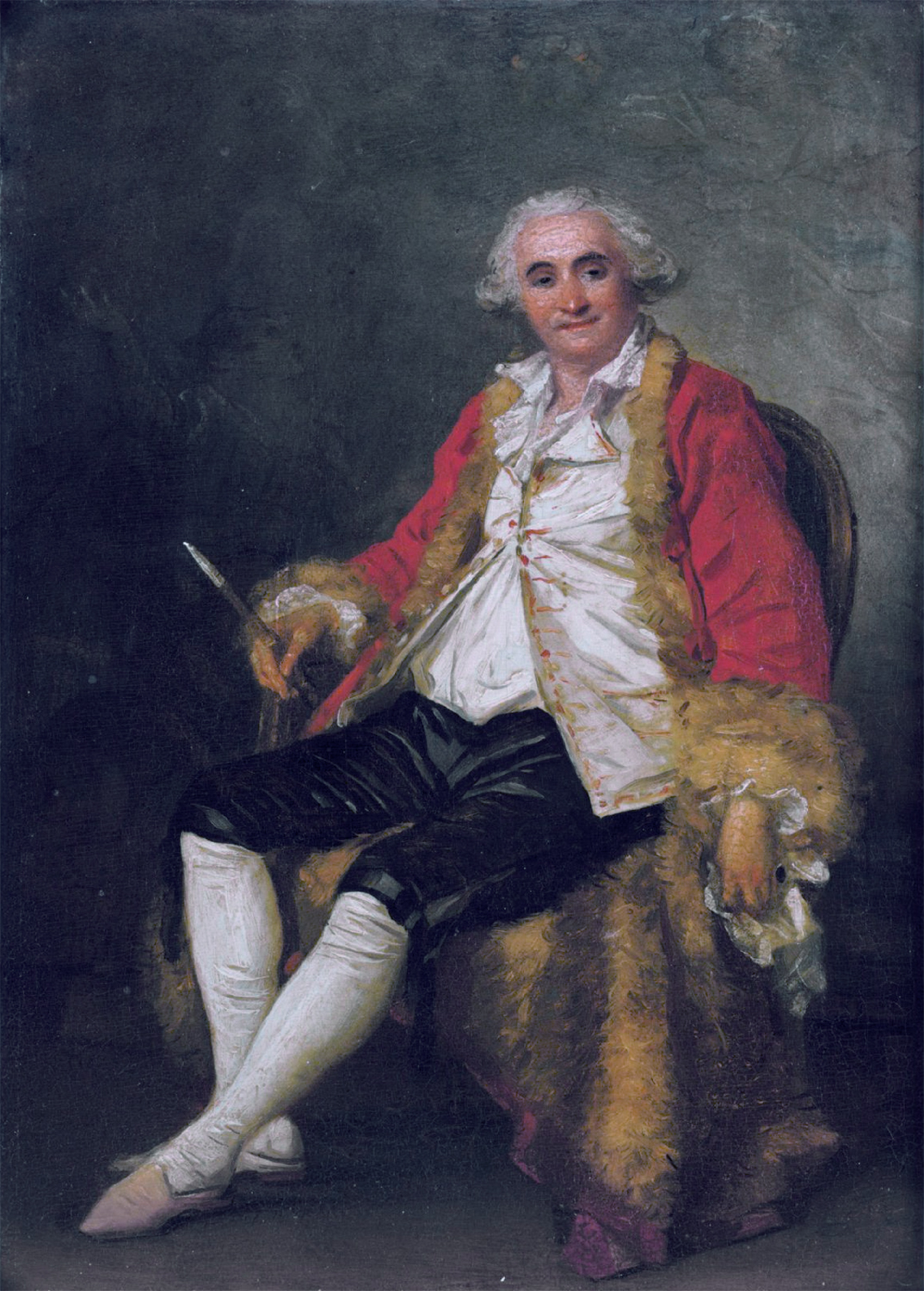
چهره ژان هونوره فراگونارد (1732-1806), اثر مارگاریت ژرارد نقاش فرانسوی.

ژرارد زمانی که با خواهرش ماری آن فراگونار و شوهرش خواهرش ژان اونوره فراگونار در پاریس زندگی می‌کرد به هنر علاقه‌مند شد. او آرزو داشت مانند خواهرش نقاش مینیاتور شود و شوهر خواهرش او را تشویق می‌کرد. او در سن ۱۶ سالگی با فراگونارد شروع به تمرین کرد و شاگرد غیررسمی ژان اونوره فراگونار شد و از نقاشی‌های او برای خلق اولین آثارش استفاده کرد. بلافاصله پس از آن، او شروع به ایجاد نقاشی‌های سبک خود کرد. به تصویر کشیدن زندگی روزمره شباهت زیادی به سبک خرارت تر بورخ و گابریل متسو، هنرمندان هلندی قرن هفدهم دارد. ژرارد نیز مانند این هنرمندان هلندی، جزئیات دقیقی را با استفاده از ضربات قلم مو ترکیب شده نقاشی می‌کرد. نقاشی‌های بی تکلف او نشان دهنده جریان اصلی زیرزمینی در هنر اوایل دهه ۱۸۰۰ بود.

## نگارخانه

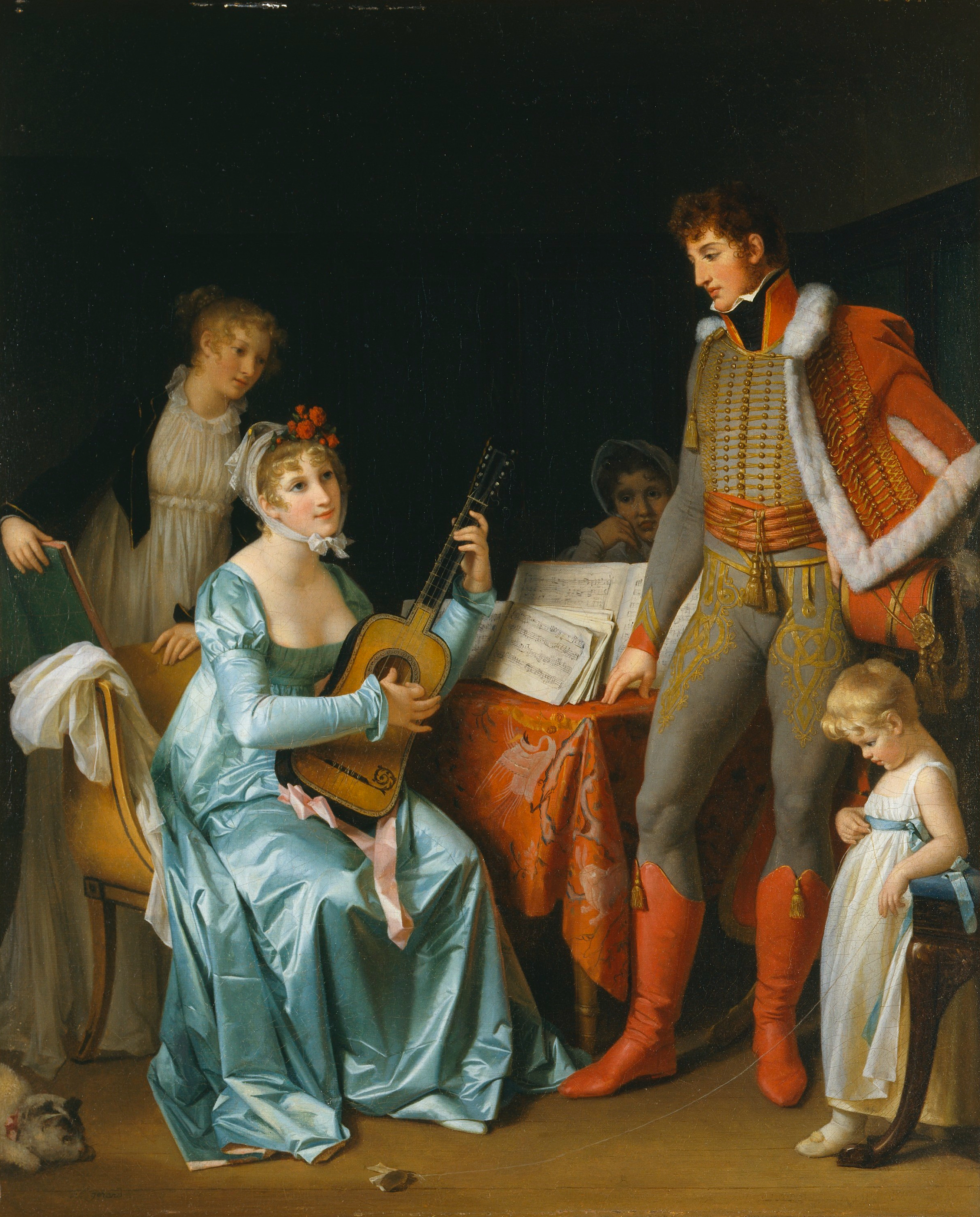
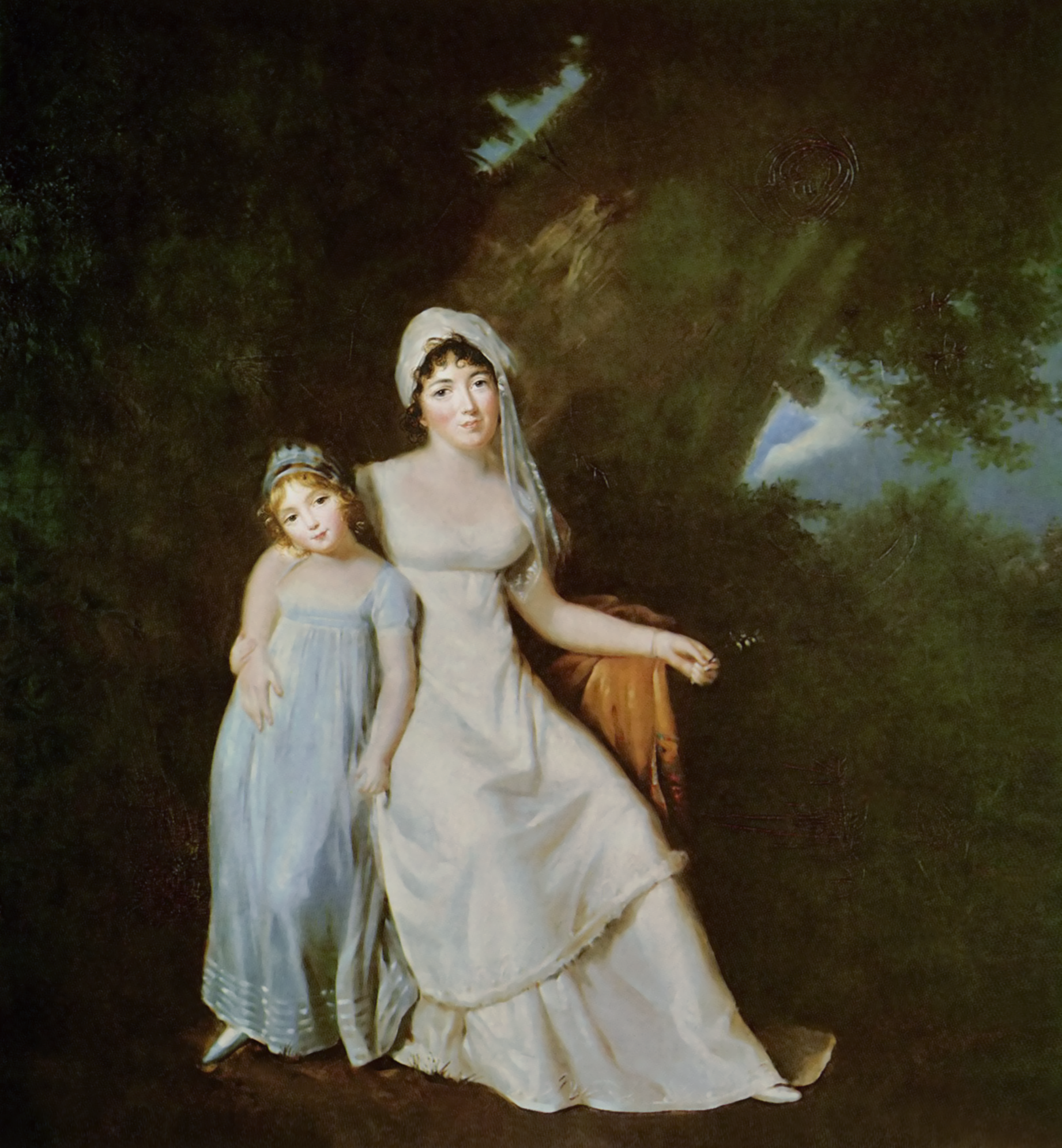
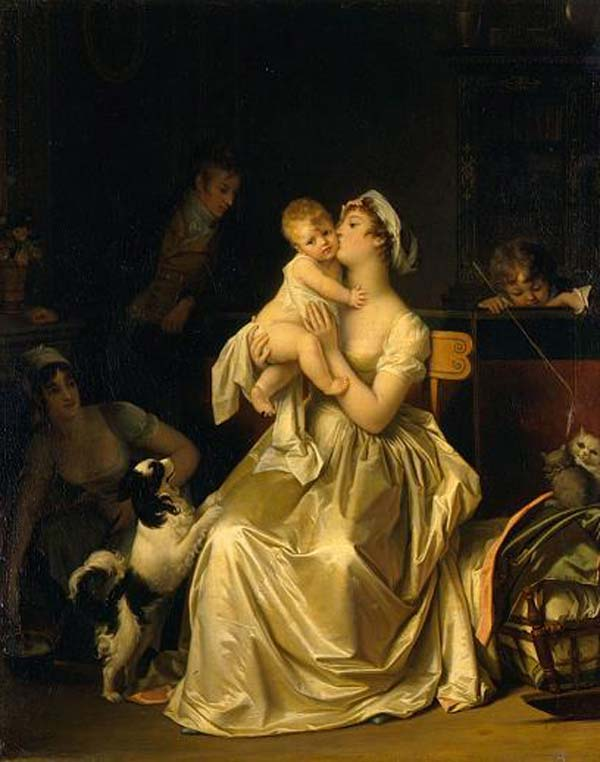
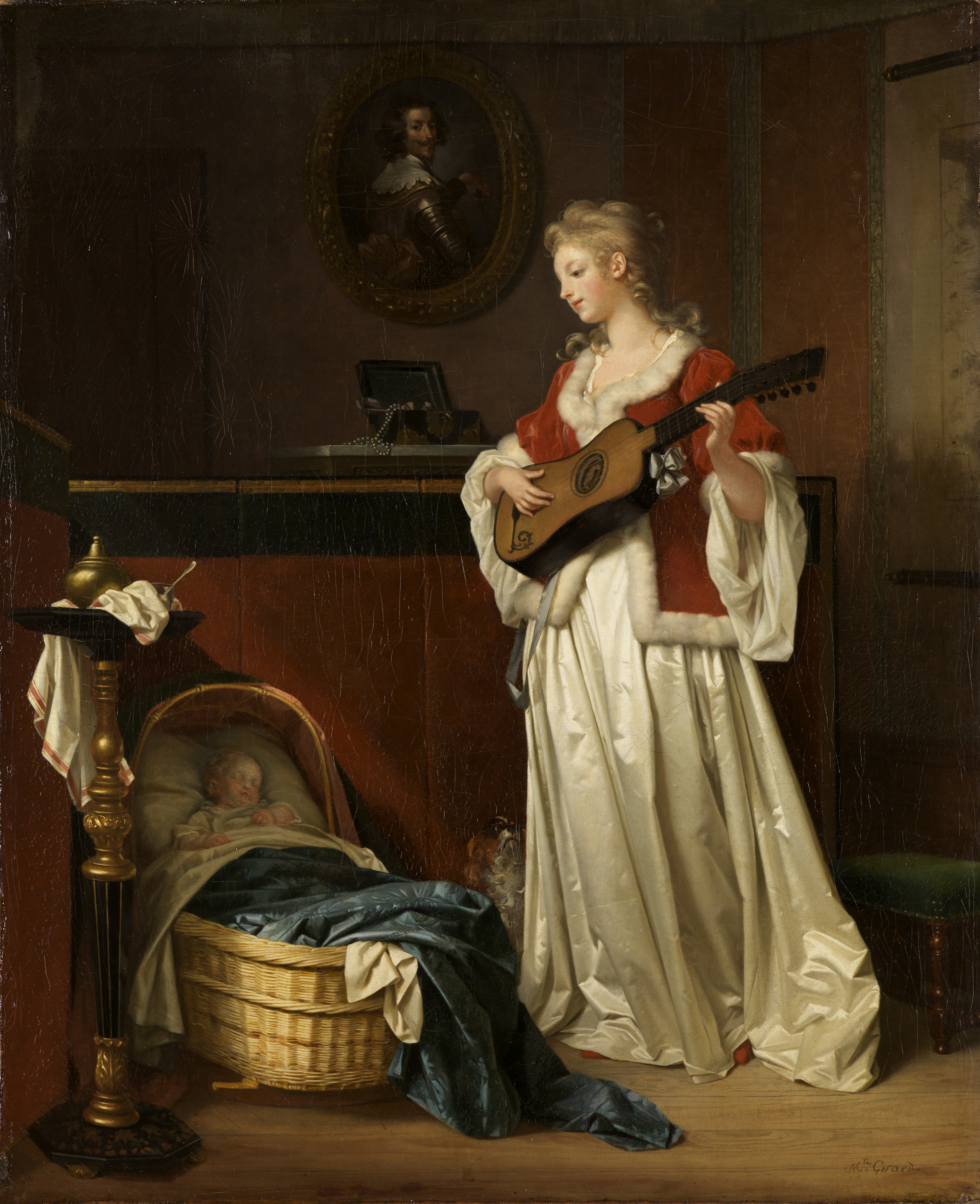
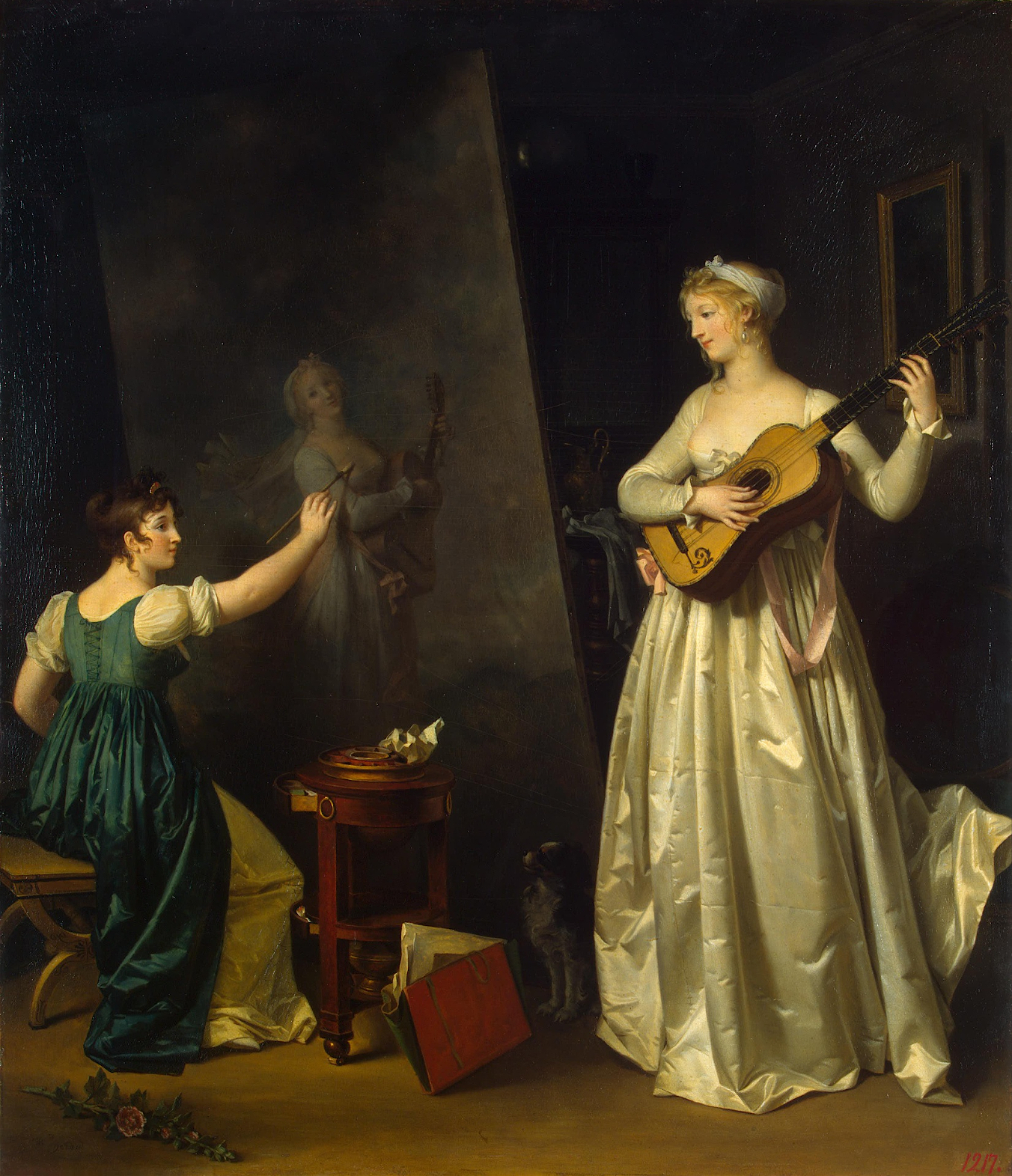
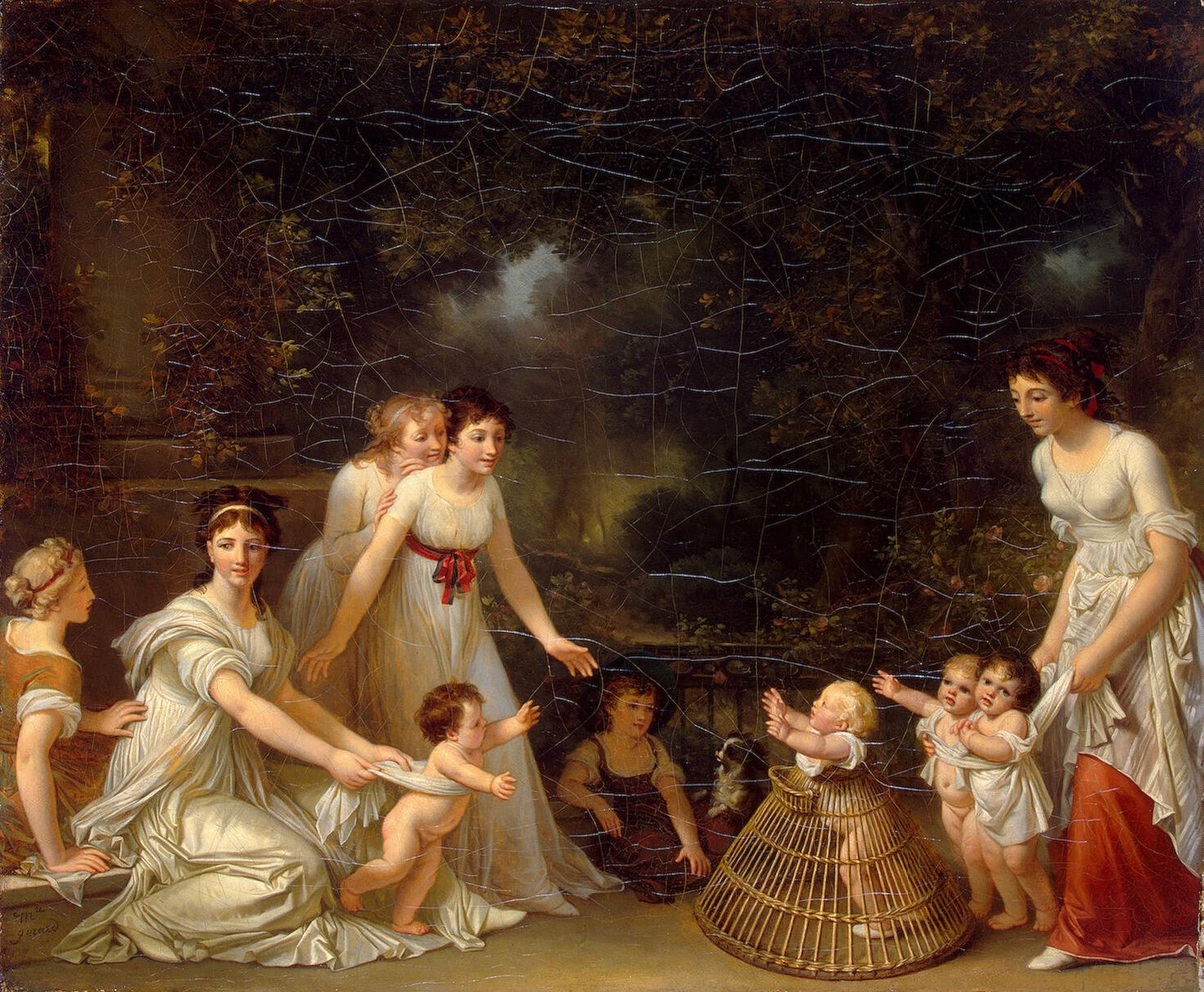
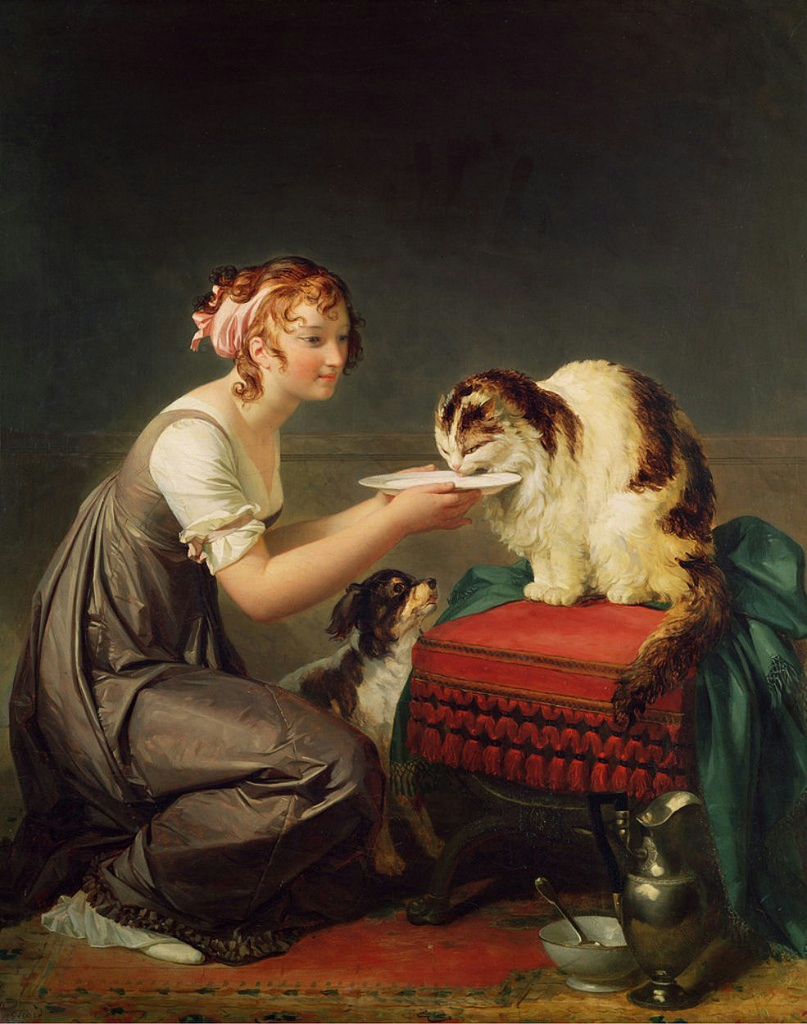
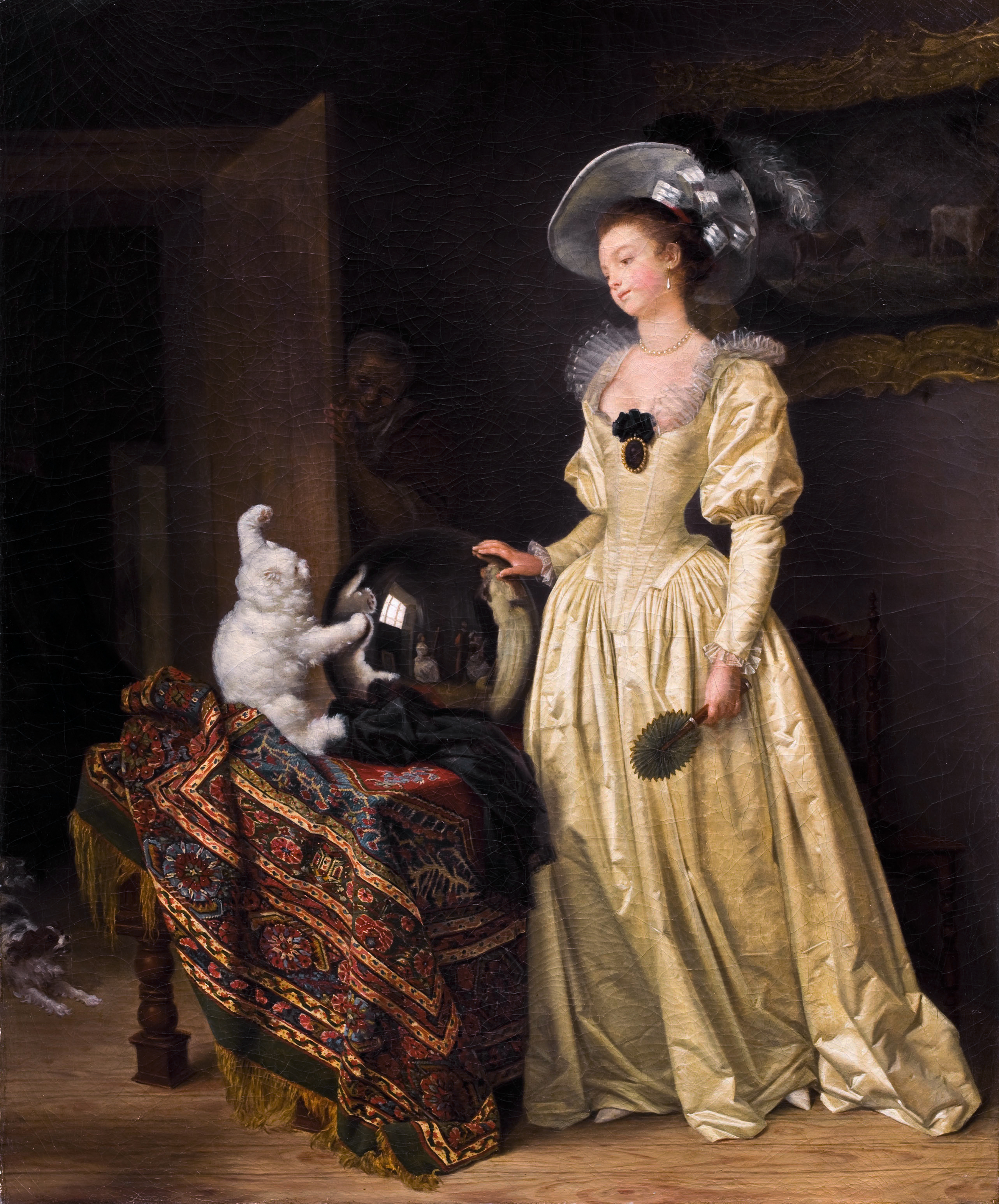
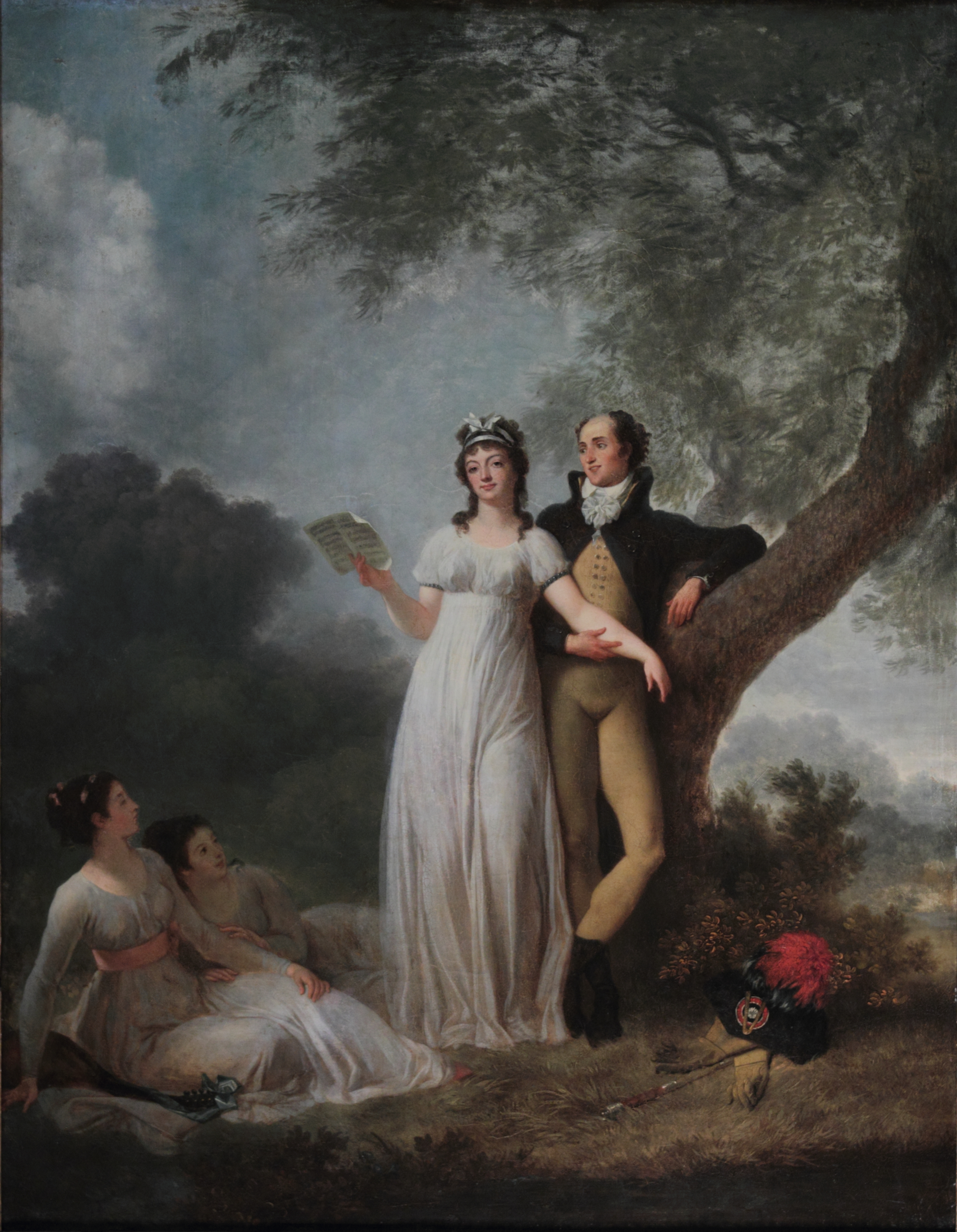